# Linda Lusardi
Linda Lusardi (Londres, 18 de septiembre de 1958) es una actriz, modelo de glamur y presentadora de televisión británica.

## Carrera

### Modelado
Lusardi nació en Wood Green (Londres), hija de Lilian (de soltera Glassman) y Nello Lusardi. Su madre nació en Edmonton y su padre en Hackney, de padres italianos. Creció en Palmers Green, área al norte de Londres. En 1976, a la edad de 18 años, empezó a aparecer como chica de la página tres de The Sun y siguió apareciendo hasta 1988. También apareció desnuda en las revistas masculinas Mayfair en febrero de 1977 y Fiesta en noviembre de 1977.

### Televisión, cine y teatro
Como actriz, Lusardi ha aparecido en la serie dramática The Bill interpretando a la novia del agente corrupto DS Don Beech y también en Hollyoaks y Brookside. El 12 de febrero de 2007 se incorporó al reparto de Emmerdale en el papel de Carrie Nicholls, exnovia de Tom King y madre de su hija secreta, Scarlett. Dejó el programa después de un año.
Lusardi ha aparecido en películas como Snappers, The Zero Imperative, Oh Minnie, Consuming Passions y The Krays: Dead Man Walking.
Lusardi ha protagonizado el papel de Eliza Doolittle en Pigmalión en el Festival de Malvern y ha realizado giras en Happy as a Sandbag, Funny Peculiar, Bedside Manners, Not Now, Darling, Rock with Laughter, No Sex Please, We're British y Doctor on the Boil. Lusardi llevó su propio espectáculo a las fuerzas británicas en Belice, las Malvinas e Irlanda del Norte.
Es partidaria de la pantomima británica y suele actuar con su marido Sam Kane cada Navidad en los principales teatros del Reino Unido.

### Otros trabajos en televisión
Lusardi apareció en dos series de A Kind of Magic, como asistente de Wayne Dobson en ITV, y en una temporada de Loose Women en 2002. Más tarde regresó en 2014 y 2015 e hizo algunas apariciones como panelista invitada. Presentó regularmente Wish You Were Here...?, Miss Irlanda del Norte, el programa de entrevistas It's Bizarre, Film Review y No Smoking en ITV. Lusardi participó en el reality show The Games en 2004, en el programa diurno de la ITV Have I Been Here Before? y en el programa de la BBC One Hole in the Wall en 2009. También ha llegado a vender su marca de productos de cuidado para la piel Lusardi My Miracle en el canal de televisión de compras Ideal World.
En 1992, apareció en la ronda de observación "Dead Ringer" de The Krypton Factor y apareció en una edición especial de Bullseye presentada por Jim Bowen. Lusardi apareció en el programa Saturday Night Takeaway de Ant & Dec en ITV y en la Royal Variety Performance, así como en Celebrity Eggheads y Pointless Celebrities en la BBC. También apareció brevemente como ella misma en la comedia de la BBC Detectorists.

### Realities televisivos
En enero de 2008, Lusardi participó en el programa Dancing on Ice, nuevamente en la ITV, quedando en sexto lugar. Su compañero de patinaje profesional fue Daniel Whiston, que se trasladó temporalmente a la casa de su familia para facilitar el entrenamiento. Lusardi tuvo que ponerse al día con sus compañeros de patinaje tras caerse y romperse un hueso del pie durante su primera hora sobre el hielo.
También ganó el programa de Channel 4 Celebrity Come Dine With Me en 2008. En el programa, fue votada como la mejor anfitriona de la cena por sus compañeros de concurso Abi Titmuss, Rodney Marsh, Lesley Joseph y Paul Ross. Lusardi participó en la serie de 2011 de Celebrity Masterchef, donde llegó a los cinco finalistas. En diciembre de 2020 participó en The Real Full Monty On Ice con fines benéficos.

## Vida personal
Durante la década de 1980, Lusardi se casó con el constructor Terry Bailey y a menudo aparecían en el suplemento dominical del News of the World, "Sunday". Se divorciaron en 1996. En 1998, Lusardi se casó con el actor Samuel Kane, con el que tuvo dos hijos, Jack y Lucy. Es patrona de dos organizaciones benéficas, la Fundación Willow y el Rhys Daniels Trust.
En marzo de 2020, durante la pandemia de coronavirus, Lusardi fue diagnosticada positiva por Covid, siendo ingresada en un hospital para recibir tratamiento. A cuenta de ello, a través de su perfil en Twitter, escribió "nunca se había sentido tan enferma". Posteriormente se recuperó por completo.